# هارلو
هارلو(بالإنجليزية: Harlow)‏ وهي مدينة جديدة تقع في غرب مقاطعة إسكس في إنجلترا في المملكة المتحدة يسكن المدينة حوالي 82 ألف شخص حسب إحصاء سنة 2011 وتبلغ مساحة المدينة 30 كلم مربع وهذه المدينة قريبة جدا من مدينة لندن العاصمة ولا تبعد عنها سوى أميال.

## مدن شقيقة
- هافروف، تشيكيا
- ستافانغر، النرويج

## أعلام
- كارل جينكنسون
- فيكتوريا بيكام
- تشارلي دانيلز
- شون ميرفي
- لوك يونغ
- إرنست ستانلي